# Barbara Ann
Pour les articles homonymes, voir Barbara (homonymie) et Ann.
Singles de The Beach Boys
The Little Girl I Once Knew (en)
(1965) Sloop John B
(1966)
Clip vidéo
[vidéo] « The Beach Boys - Barbara Ann (1965) », sur YouTube
Pistes de Beach Boys' Party!
The Times They Are a-Changin' (reprise)
Barbara Ann est une chanson pop rock-doo-wop-surf rock-rock 'n' roll, écrite par Fred Fassert et enregistrée en single en 1958 et en 1961 avec son groupe The Regents, 13e place du Billboard Hot 100 américain 1961. Sa reprise par The Beach Boys en single extrait de leur 10e album Beach Boys' Party! de 1965, est un des plus importants succès international de leur carrière, et de la musique des années 1960, 2e single du Billboard Hot 100, vendu à plus d'un million d'exemplaire, et 6e album Billboard 200 1961.

## Histoire

### The Regents
Le jeune compositeur américain Fred Fassert écrit cette chanson en 1958, nommée Barbara Ann d’après le prénom de sa sœur cadette. Il l'enregistre sans aucun succès en version amateur à New York, avec son groupe The Regents fondé en 1957, avant que le groupe se sépare. Le groupe est recréé trois ans plus tard en 1961, et réenregistre ce titre avec un important succès sur toutes les radios américaines, pour atteindre le 13e rang du Billboard Hot 100 « Barbara Ann, je suis allé à une fête, pour chercher l'amour, j'ai vu Barbara Ann, alors j'ai tenté ma chance, Barbara Ann a pris ma main, tu m'as fait danser le rock 'n' roll, j'ai essayé avec Betty Sue, j'ai essayé avec Betty Lou, j'ai essayé avec Mary Sue, mais je savais que ça ne marcherait pas... ».

### The Beach Boys
Le groupe californien de surf music The Beach Boys la reprend et l'arrange en pleine vague de surf culture des années 1960, et l'enregistre le 23 septembre 1965 pour leur album de reprises Beach Boys' Party!, dans une ambiance festive au studio d'enregistrement United Western Recorders (en) de Los Angeles en Californie. Un second single est enregistré chez Capitol Records le 8 novembre 1965, sorti le 20 décembre 1965, n°2 du Billboard Hot 100 américain, n°3 en Grande-Bretagne... vendu à plus d'un million d'exemplaires dans le monde, et réédité sur de nombreux albums de compilation et de concerts lives de leur carrière...

### Autres reprises
- 1962 : Jan and Dean
- 1966 : The Who, EP Ready Steady Who, de leur album A Quick One[5].
- 1975 : Martin Circus (adaptation en français Ma-ry-lène, album N°1 USA - Hits Of The 60's).
- 1989 : Blind Guardian, album Follow the Blind.
- 2002 : ApologetiX (en), Grace Period.

## Au cinéma
- 1973 : American Graffiti, de George Lucas (version The Regents[6], Golden Globe du meilleur film musical ou de comédie 1974)
- 1993 : Surf Ninjas, de Neal Israel
- 1994 : Les Roseaux sauvages, d'André Téchiné
- 2013 : Moi, moche et méchant 2, de Pierre Coffin et Chris Renaud

## Télévision
- 1983 à 1997 : publicité Babybel.